# 纤梗腺萼木
纤梗腺萼木（学名：Mycetia gracilis）为茜草科腺萼木属下的一个种。
其种加词来源于拉丁文“gracilis”，意为“纤细的”。